# 入侵葡萄牙 (1807年)
發生於1807年11月19日－30日的入侵葡萄牙行動，指的是讓-安多什·朱諾率領的法蘭西帝國兵團和西班牙軍聯合對葡萄牙王國所發動的入侵，當時後者是由布拉干薩王朝攝政王若昂所領導。這場入侵行動最終以葡萄牙被佔領告終，但法西聯軍的統治於隔年引起葡萄牙人與英國的反抗。這場入侵行動也標誌著半島戰爭的開端，屬拿破崙戰爭。
在拿破崙那羞辱的最終通牒威脅下，葡萄牙政府同意了法皇大多數要求。儘管如此，拿破崙還是下令朱諾發動入侵，率領法西聯軍共三個師協同作戰。葡萄牙當局出於恐懼與優柔寡斷，因而下令不做抵抗。最終朱諾於1807年11月30日占領里斯本，但他卻發現若昂與多數貴族都已登上葡軍艦隊逃往巴西。隨後法軍迅速占領葡萄牙全國，並將葡軍挪用或解散。葡萄牙人隔年發動叛亂，反抗佔領軍，下一次雙方的交鋒則是1808年7月發生的埃武拉戰役。

## 背景
《提爾西特條約》的簽訂結束第四次反法同盟戰爭的同時，法皇拿破崙也對葡萄牙持續與英國進行貿易的行為表示憤怒。拿破崙大為光火的原因乃葡萄牙是英國歐陸最老的盟友，而且英國從葡萄牙的巴西殖民地發現新貿易商機，同時皇家海軍還常在發動對發行動時利用里斯本的港口駐紮，因此拿皇希望能奪取葡萄牙艦隊。而且葡萄牙當時掌權的攝政王若昂（當時的女王瑪麗亞一世因精神疾病無法執政）並未完全依照法皇大陸系統的要求，對英國施行貿易禁令。此外，奪取葡萄牙也與拿破崙未來對付西班牙的計畫吻合。

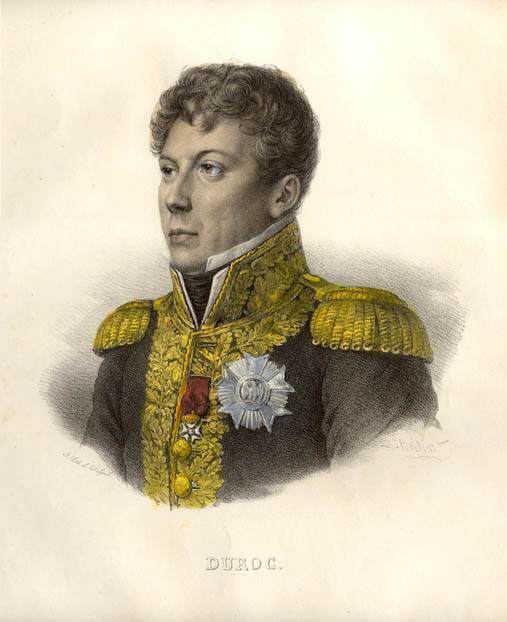
熱羅·迪羅克

1807年7月19日，拿破崙下令法國駐葡大使通知葡國9月1日後必須禁止英國船隻進入該國的港口。8月2日，吉倫特監視軍團的第一兵團正式成立，由師級將領讓-安多什·朱諾擔任指揮官。不久後，法蘭西帝國將所有葡萄牙船隻禁運並置於港口中。9月23日，法皇在葡萄牙駐法大使面前公開威脅要罷黜布拉干薩家族的王位，以此表達他的意圖。
與此同時，法國與西班牙大使於1807年8月12日向葡萄牙攝政王遞交最後通牒，要求攝政王若昂必須對英宣戰、將他的艦隊交由法西掌控、扣留英國所有在葡港口的船隻並逮捕所有的英國臣民。若昂同意與英國斷交並對關閉港口，但他不願扣押英國商人及其貨物。拿破崙認為他做得不夠，法西兩國大使在索取他們的護照後，於9月30日離開葡萄牙。
10月12日，朱諾的兵團開始橫渡比達索阿河，進入西班牙境內的伊倫。不久後，法西兩國簽訂《楓丹白露秘密條約》，條約內容由拿破崙的宮廷元帥熱羅·迪羅克和欧亨尼奥·伊斯基耶多，後者是西班牙首相曼努埃爾·戈多伊的代理人。條約中提到葡萄牙將被分為三區：波爾圖及其所屬的北部區域將成為卡洛二世統治的北卢西塔尼亚王国；南部區域則成為戈多伊統治的阿爾加維親王國（Principality of the Algarves）；而以里斯本為中心的中部地區則由法國統治。拿破崙可能從來沒有任何執行條約條款的意圖，除了佔領葡萄牙的願望外，其真正目的可能是將大量法軍引入西班牙，以利後續接管。

## 部隊對比

### 法西聯軍

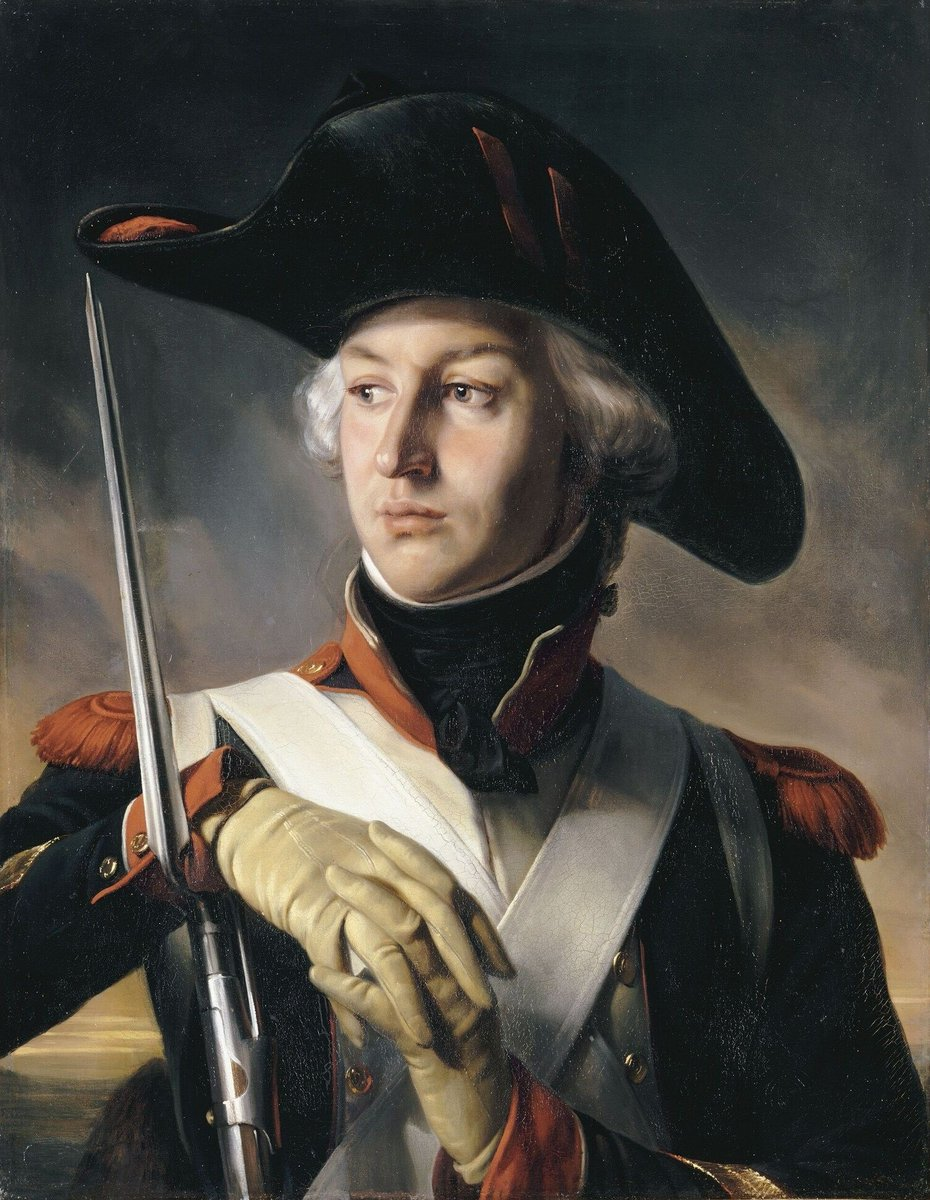
1792年，讓-安多什·朱諾年輕時的肖像

朱諾因1805年曾任駐葡大使的資歷，而被選為指揮官。他以身為善戰與積極的軍官聞名，但他在戰略家和將軍層面僅有普通才能。拿破崙向下屬朱諾承諾，如果他的任務圓滿完成，他將獲封公爵領地和元帥杖。
朱諾兵團麾下共24,918人，下轄一個騎兵師（由師級將領弗朗索瓦·艾蒂安·克勒曼指揮）和三個步兵師（指揮官分別是三名師級將領：亨利·弗朗索瓦·德拉博尔德、路易·亨利·卢瓦宗和让·皮埃尔·特拉沃）。朱諾的參謀長是旅級將領保罗·蒂埃博。
克勒曼率領的騎兵師共1,754人，由第二十六騎兵團（244人）、第一龍騎兵團（261人）、第三龍騎兵團（236人）、第四龍騎兵團（262人）、第五龍騎兵團（249人）、第九龍騎兵團（257人）、第十五龍騎兵團（245人）各一中隊組成，並重組為兩個旅，交由兩名旅級將領皮埃尔·马加龙和安托万·莫兰指揮。

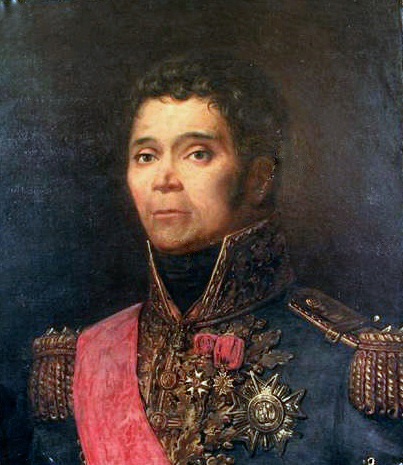
弗朗索瓦·艾蒂安·克勒曼

德拉博尔德的第一師共7,848人，包含第四瑞士團的第一營（1,190人）和法軍的六個營，後者分別是第十五線列步兵團的第三營（1,033人）、第四十七線列步兵團的第二營（1,210人）、第七十線列步兵團的第一和第二營（2,299人）及第八十六線列步兵團的第一和第二營（2,116人）。第一師共分兩個旅，由兩名旅級將領让-雅克·阿夫里尔和安托万·弗朗索瓦·布勒尼耶·德·蒙莫朗指揮。
盧瓦宗的第二師共8,481人，包含第二瑞士團的第二營（755人）和其他法軍六個團的第三營，分別是第二輕步兵團（1,255人）、第四輕步兵團（1,196人）、第十二輕步兵團（1,302人）、第十五輕步兵團（1,314人）、第三十二輕步兵團（1,265人）、第五十八輕步兵團（1,394人）。第二師的兩個旅由兩名旅級將領于格·夏洛和讓·紀堯姆·巴泰勒米·托米埃指揮。
特拉沃的第三師共5,538人，由漢諾威軍團（703人）和法軍的七個營組成，後者分別是第六十六線列步兵團的第一「正午軍團（法語：Légion du Midi）」營（797人）、第三和第四營（1,004人）、第三十一輕步兵團的第三營（653人）、第三十二輕步兵團的第三營（983人）、第二十六輕步兵團的第三營（537人）、第八十二輕步兵團的第三營（861人）。第三師也分兩個旅，分別由兩名旅級將領路易·菲齐耶和让·弗朗索瓦·格兰多热。砲兵、工兵、火車司機和其他人員共計1,297人。最終在朱諾軍隊中服役的30,000人中，只有大約17,000人是老兵。
根據楓丹白露條約，朱諾的入侵部隊也會有三個西軍縱隊共25,500人的支援：其中6,500人在塔蘭科（Taranco）將軍的率領下，從北方的維戈出擊，目標攻佔波多；上將索拉諾（Solano）則率9,500人從巴達霍斯出發奪取埃爾瓦什及其要塞；卡拉法（Caraffa）將軍及麾下9,500人則奉命在薩拉曼卡和羅德里戈城待命，並與朱諾主力軍合作。

### 葡軍
葡軍步兵在1807年時為二十七個團的組織，其中三團駐防殖民地，剩下的二十四團分別名為：「利珀（Lippe）」、「阿尔布克尔克（Albuquerque）」、「米納斯（Minas）」、「第一艦隊（1st Armada）」、「第二艦隊（2nd Armada）」、「卡斯凯什（Cascaes）」、「塞圖巴爾（Setubal）」、「佩尼謝（Peniche）」、「第一埃爾瓦什（1st Elvas）」、「第二埃爾瓦什（2nd Elvas）」、「塞爾帕（Serpa）」、「第一奧利文薩（1st Olivença）」、「第二奧利文薩（2nd Olivença）」、「坎普馬約爾（Campo Major）」、「維迪堡（Castello de Vide）」、「拉古什（Lagos）」、「法鲁（Faro）」、「第一波多（1st Oporto）」、「第二波多（2nd Oporto）」、「維亞納（Viana）」、「瓦倫薩（Valença）」、「阿爾梅達（Almeida）」、「熱納馬約爾（Gena Major）」和「布拉干薩（Bragança）」。葡軍另有輕步兵單位，稱「阿羅納軍團（D'Alorna Legion）」。葡軍騎兵的十二個團最初配有胸甲裝備，各團團名分別為「卡埃什（Caés）」、「阿爾坎塔拉（Alcantara）」、「梅克倫堡（Mecklenburg）」、「埃爾瓦什（Elvas）」、「埃武拉（Évora）」、「莫伊拉（Moira）」、「奧利文薩（Olivença）」、「阿爾梅達（Almeida）」、「布朗庫堡（Castello Branco）」、「米蘭達（Miranda）」、「查韋斯（Chaves）」和「布拉干薩（Bragança）」。「阿洛納軍團（D'Alorna Legion）」亦有騎兵隊，該部隊身著驃騎兵制服。
1762年，葡軍在紹姆堡-利珀伯爵威廉的帶領下經歷現代化改革，但軍隊的行政不久便腐化。上校和上尉從政府那為他們的士兵收取工資和補給，但事實證明，人們無法抗拒從這種安排中獲利的誘惑。收入微薄的軍官們經常為集結名冊上缺席或不存在的士兵，向上級要錢並藉此中飽私囊。貪汙和侵吞的行為讓軍隊戰力衰減、騎兵沒有馬匹、團倉也常沒有補給。
1801年，短暫的香橙戰爭便將葡軍的脆弱顯現出來。於是此戰後，葡軍二十四個線列步兵團都增加了第二個營。每個營從七個連減至五個，但每連士兵數從116人增至150人。十二個線列騎兵團增加至470人，但拋棄原有的胸甲裝備。規模989人的砲兵團數從三個增加到四個，另外也建立十個要塞砲兵連。葡軍名義上共有48,396人，其中包括36,000名線列步兵、5,640名線列騎兵、3,956名砲兵、1,300名要塞砲手及1,500名軍團士兵與工兵。但1801年後，先前對軍政體系的濫用仍在持續，導致1807年時葡軍可能僅有20,000人左右。

## 入侵過程

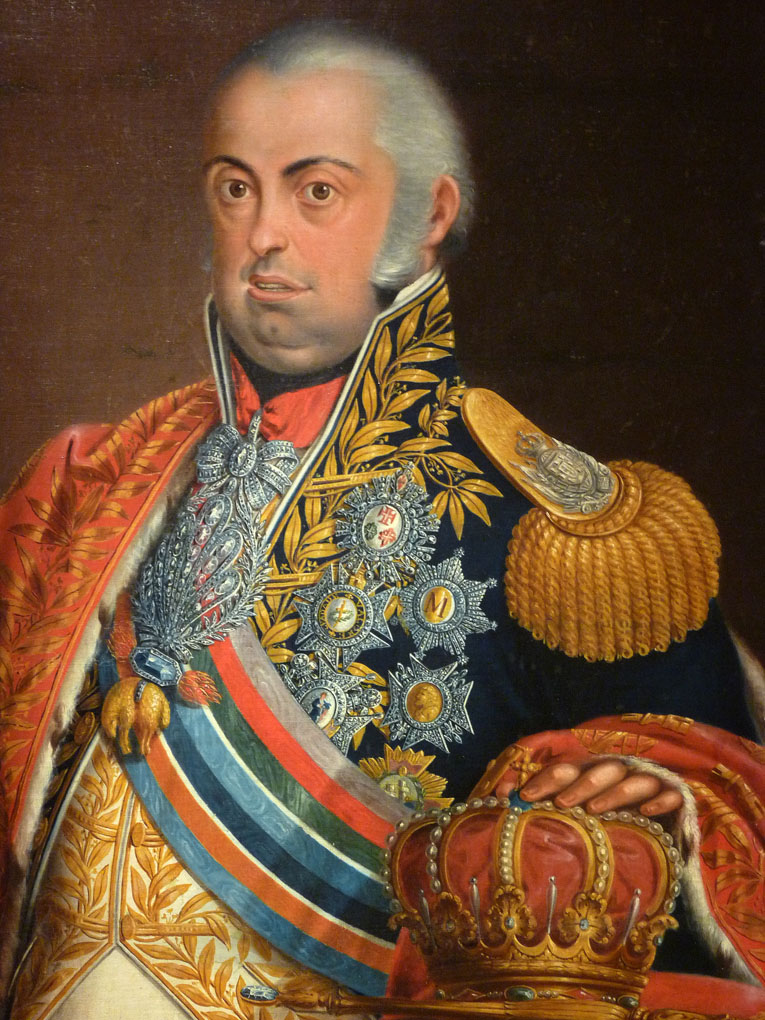
攝政王若昂

1807年11月12日，朱諾兵團經過25天的300英里（483）行軍後，來到西班牙西部的薩拉曼卡。他們的西班牙盟友並不知道的是，法軍工兵正秘密記錄行軍路線上所有的堡壘和戰略要地。朱諾同一天還收到新的指令，信中催促他加速入侵。通常入侵葡萄牙的路線，是途經阿爾梅達和科英布拉的200英里（322）走廊。但朱諾下令從阿爾坎塔拉向西，沿著太加斯河谷入侵葡萄牙，這條路途僅120英里（193）。出於英軍可能對葡萄牙的干涉或是葡軍可能的反抗，拿破崙決定加快入侵的時程表。
不幸的是，對朱諾和他的部隊來說，新路線穿過的區域居民稀少且路況很差。儘管如此，拿破崙還是宣稱：「我不會讓部隊行軍推遲一天，兩萬人可以在任何地方養活自己，即使是在沙漠中。」從羅德里戈城向南通過佩拉萊斯隘道來到阿爾坎塔拉，朱諾軍團頂著寒冷的雨天只花了五天就完成行軍。在這條崎嶇不平的山路和溝壑上，半數軍馬死去、有四分之一的士兵掉隊且除了六門火砲其餘全數脫隊。朱諾到了阿爾坎塔拉後，從守衛太加斯河大橋的西軍手中獲得了彈藥和補給。

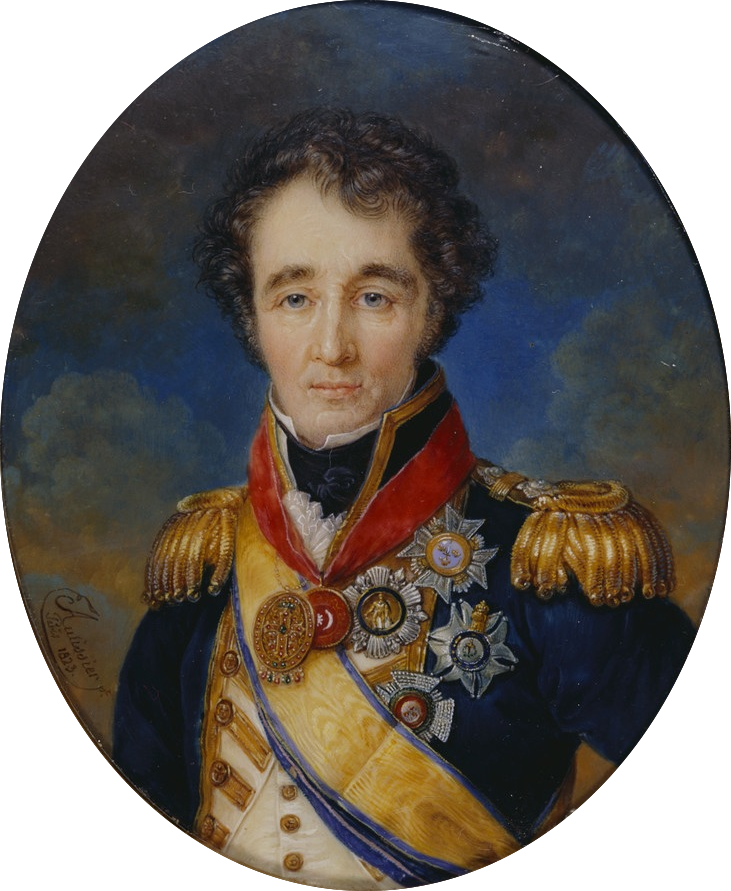
希尼·史密斯 (英國海軍軍官)海軍上將

1807年11月19日，朱諾出發前往里斯本。西葡邊境的道路不只西班牙側糟糕，葡萄牙那側的道路更糟。沿著太加斯河谷的道路只是一條穿過岩石的荒野小徑，該區的城鎮只有布朗庫堡。11月23日，前衛部隊在連綿不斷的雨中，一瘸一拐地進入阿布蘭特什。11月26日，兵團後衛跟上大隊，但此時陣中只有四座西軍馬砲跟上主力軍，而半數士兵正散亂或劫掠著。

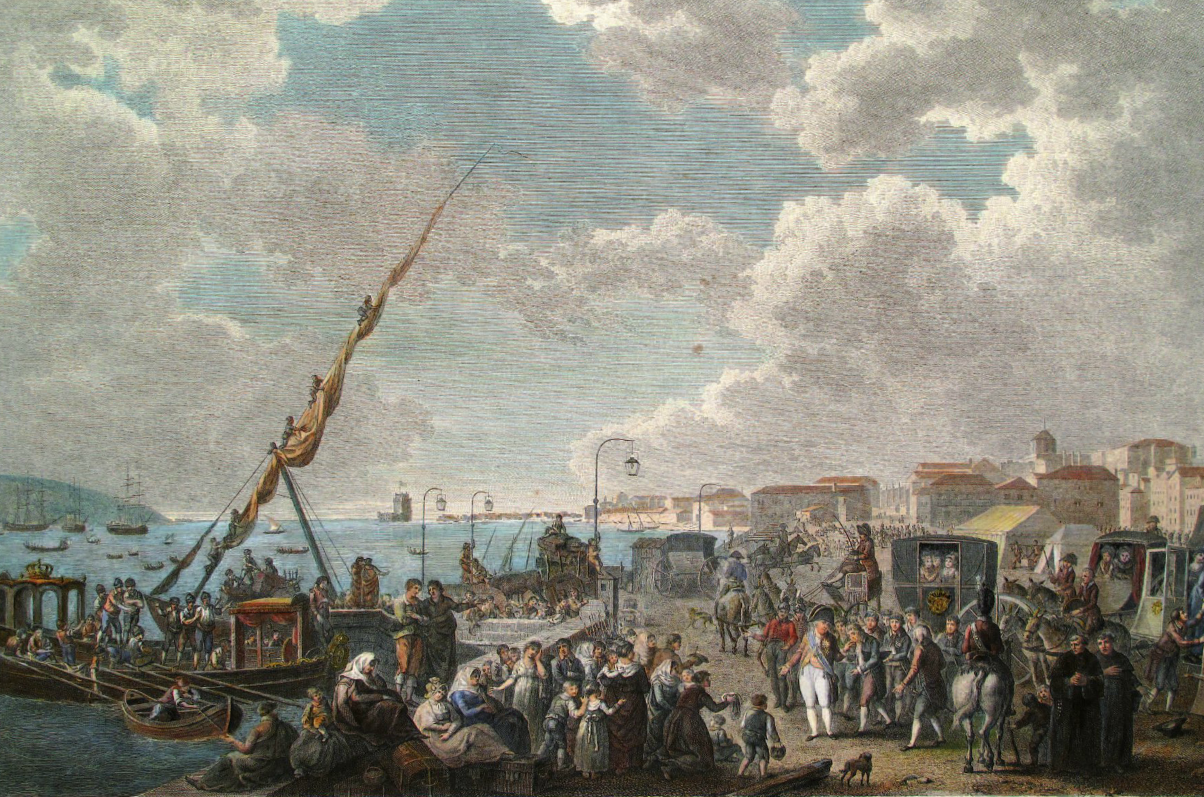
葡萄牙王室出逃巴西

與此同時，葡萄牙當局正處於恐慌。起初，攝政王若昂相信拿破崙並不是真的想罷黜他。當拿皇的敵對意圖逐漸明朗，若昂便於10月20日對英宣戰，並於11月8日扣押英國剩餘貨物。然而，朱諾假西國伐葡進逼里斯本的噩耗還是傳來。儘管如此，若昂政府還是未能動員葡國正規軍，也未能號召民兵保家衛國。不久後，英軍海軍上將悉尼·史密斯與麾下的海軍中隊出現在里斯本外海，並宣布該港處在封鎖狀態。英軍忌憚俄國海軍元帥德米特里·谢尼亚温率領駐紮在里斯本的中隊，也擔心里斯本的葡萄牙艦隊會落入拿破崙之手，因為這意味著將有14艘風帆戰艦、11艘巡防艦及7艘小型護衛艦將加入法國海軍。
朱諾在阿布蘭特什會見了攝政王的使者，後者為避免葡國遭法國佔領，提出了各種許多有辱人格的屈服條款。朱諾了解到葡萄牙人已俯首稱臣，於是便將剩餘部隊中優秀者組織成四個營，出發前往仍有75英里（121）遠的里斯本。11月30日，1,500名法軍在未攜任何火炮或騎兵下，蹣跚進入里斯本，他們不只彈藥筒濕透，軍服也破爛不堪；但他們未受任何葡人反抗。朱諾的步兵全數到齊花了十天左右，砲兵則更久才到，而他的騎兵則立即開始重新騎上從當地人手中繳獲的馬匹。
雖然法軍不發一槍一砲就佔領了里斯本，但他們的目標卻已逃走了。當朱諾的部隊逼近時，攝政王若昂仍在完全稱臣與逃往巴西中猶豫不決。最終，當時在史密斯元帥旗艦上的英國駐葡大使斯特朗福德勛爵，向若昂展示10月13日版的巴黎《箴言報》，上頭內容宣布布拉干薩王朝已被罷黜。若昂因此決定出逃，並將家人、朝臣、國家文件與寶物帶上艦隊，同時還有許多貴族、商人及其他人民加入行列。由15艘戰艦和超過20艘運輸船組成的難民艦隊，於11月29日起錨，向巴西殖民地開去。艦隊的航行相當混亂，14台載滿寶物的推車甚至被留在港口上。

## 佔領

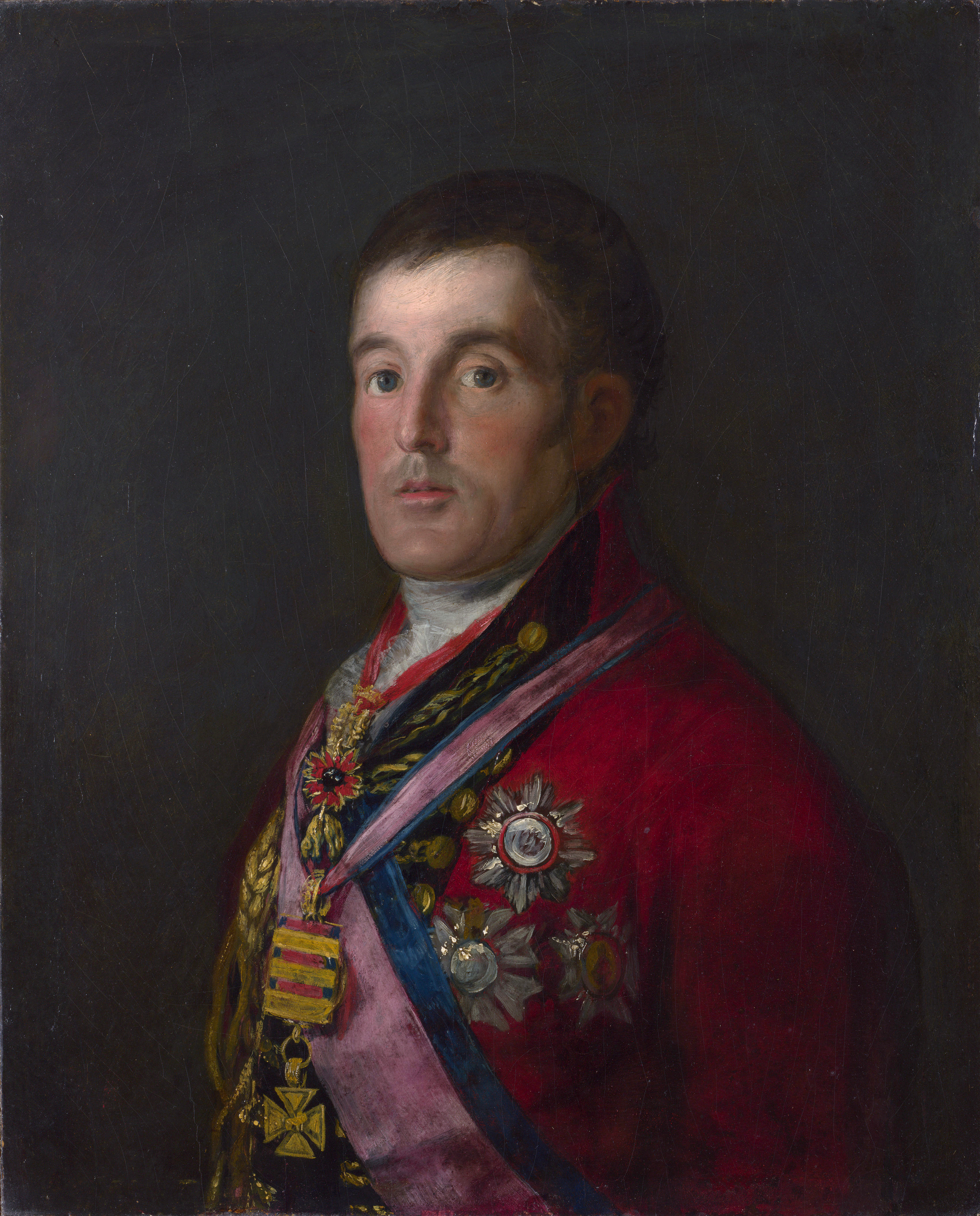
阿瑟·韋爾斯利

索拉諾的部隊遲至1807年12月2日才發起入侵，而塔蘭科則於12月13日占領波多。唯一遭受的抵抗來自瓦倫薩市市長，因為他拒絕為北方縱隊開路。他一直到發現里斯本陷落、攝政王出逃後，才向聯軍屈服。雖然葡萄牙民政當局普遍已向佔領軍屈服，但一般民眾卻很生氣。12月13日，當朱諾在里斯本公共建築上升起法國國旗時，一場暴動爆發了。法軍派出乘馬步兵前往街頭平亂，以武力驅散暴徒。朱諾對此的第一個反應，是藉由遣散服役不到一年和超過六年的士兵，來解散葡軍組織。剩餘人員被指派到九個新單位，多數被派往北德地區做衛戍工作。1808年8月2日的第一次薩拉戈薩圍城戰，法軍部署了兩個葡軍單位：一是265人的第五步兵師團，另一則是288人的「獵人（Caçadores）」團 。1809年7月的瓦格拉姆戰役中，葡萄牙軍團由卡科姆·洛博（Carcôme Lobo）指揮，該軍團有三個步兵營（1,471人）及兩個騎兵隊（133人）。1812年，葡軍重組成三個團參與俄法戰爭，而這些不幸的人當中只有很少數能活過那場仗。
朱諾試圖透過控制他的部隊來穩定局勢，但拿破崙的新指令打亂了他的努力。朱諾受命收繳15,000名已出逃巴西之人的財產，並對葡國處以一億法郎的罰款。碰巧的是，逃亡的難民們帶走了葡萄牙近半物資，導致法國幾乎無法籌集到足夠的資金來維持佔領軍。然而，嚴厲的稅賦引起當地民眾的不滿，到了1808年1月，許多反抗法國人苛政的葡人遭到處決。葡國情勢危殆，但大多數的領袖都已出逃巴西，使得無人能領導對法反抗。
因1808年初有4,000名援軍的到來，使得整個佔領軍規模在春天時來到25,000人之眾。但在西班牙人發起五月二日起义後，情勢丕變，朱諾也發現所有與巴黎的聯絡管道都因西班牙人的叛亂而中斷。1808年6月6日，西班牙國內叛亂的消息傳到波爾圖，當時駐紮在那的6,000名西軍已改由多明戈·贝莱斯塔指揮，原先指揮官塔蘭科於前個冬天逝世。貝萊斯塔抓住法軍師級將領弗朗索瓦·让·巴蒂斯特·凯内尔和其30人護衛隊後，便率麾下部隊前去與叛軍會合對抗法國。6月9日至12日間，葡萄牙西北也爆發叛亂。7月29日，雙方在埃武拉展開下一場交鋒。八月初，阿瑟·韋爾斯利率9,000名英軍在蒙德古灣（Mondego Bay）登陸，標誌英軍的正式介入。

## 註腳
1. ↑  Chandler 1966，第588頁.
2. ↑  Chandler 1966，第596頁.
3. ↑  Chandler 1966，第597頁.
4. 1 2  Oman 1992，第7頁.
5. 1 2  Oman 1992，第8頁.
6. ↑  Oman 1992，第9頁.
7. ↑  Oman 1992，第10頁.
8. 1 2 3 4 5  Oman 1992，第612頁.
9. ↑  Gates 2002，第17頁.
10. 1 2  Oman 1992，第26頁.
11. ↑  Pivka 1979，第192頁.
12. ↑  Pivka 1979，第193頁.
13. ↑  Pivka 1979，第194-195頁.
14. ↑  Oman 1902b，第208-210頁.
15. ↑  Oman 1902b，第210頁.
16. 1 2  Oman 1992，第27頁.
17. 1 2 3  Oman 1992，第28頁.
18. 1 2  Oman 1992，第29頁.
19. 1 2  Oman 1992，第30頁.
20. ↑  Chandler 1966，第599頁.
21. 1 2 3  Oman 1992，第31頁.
22. ↑  Oman 1992，第157頁.
23. ↑  Bowden & Tarbox 1980，第143頁.
24. ↑  Oman 1992，第32頁.
25. ↑  Oman 1992，第207-208頁.
26. ↑  Oman 1992，第210-211頁.
27. ↑  Smith 1998，第264頁.
28. ↑  Chandler 1966，第619頁.